# Цикл анекдотов о слонах
Цикл анекдотов о слонах — популярный цикл анекдотов, распространенный в США с конца 60-х до конца 70-х годов. Анекдоты, составляющие цикл, относятся к так называемому «детскому юмору», обычно имеют форму загадок с абсурдным ответом.

## Типичные модели анекдотов
Как можно догадаться, что слон сидит вместе с тобой в ванне? 

По слабому запаху арахиса у него изо рта.
Почему слоны серые? 

Так их можно отличить от лазурных птиц [bluebirds] , красных кардиналов [redbirds], ежевики [blackberries]
Зачем у слонов на ногах пружины? 

Так они могут насиловать летучих обезьян.

## История
В 1960 году фирма L.M. Becker Co из Эпплтона, штат Висконсин, издала серию 50 коллекционных карточек, озаглавленных «Elephant Jokes» («Слоновьи шутки»). Шутки о слонах впервые были записаны в США летом 1962 года в Техасе, и постепенно разошлись по стране, достигнув Калифорнии к январю-февралю 1963 года. К июлю 1963 года шутки о слонах стали повсеместным явлением, встречались в журналах Time и Seventeen; миллионы людей занялись созданием шуток по той же формуле.